# Гей, Виктор Викторович
Ви́ктор Ви́кторович Гей (укр. Віктор Вікторович Гей; род. 2 февраля 1996, Нижний Коропец, Закарпатская область) — украинский футболист, полузащитник клуба «МТК ». В Украинском чемпионате выступал под псевдонимом Ги́йчик.

## Биография
Отец Виктор Ференцович Гей также в прошлом футболист. С 1998 по 2003 годы играл за «Закарпатье» в первой лиге чемпионата Украины.
Воспитанник закарпатского футбола. Играл в юношеском 43 (7) и молодёжном 22 (3) составах ужгородской «Говерлы». В УПЛ дебютировал 16 апреля 2016 года, выйдя на замену на 66 минуте матча против «Динамо» (Киев)..